# Макионе (Фрозиноне)
Макионе је насеље у Италији у округу Фрозиноне, региону Лацио.
Према процени из 2011. у насељу је живело 311 становника. Насеље се налази на надморској висини од 453 м.